# 超人力霸王馬克斯
《超人力霸王馬克斯》（日語：ウルトラマンマックス），是由日本圓谷製作的《超人力霸王系列》特攝作品，於2005（平成17年）7月2日至2006年4月1日期間每週六上午7時30分在CBC電視台、TBS電視台首播。
標語為「最強！最速！Max Power! Max Speed!」。

## 概要

### 特色
本部作品的性質為「回歸原點」，在黑暗沈重的《超人力霸王納克斯》之後，古代光之巨人等的新概念作品系列也暫時告一段落。圓谷則再度把作品的主題拉回M78星雲，然而背景設定和昭和時期的超人力霸王設定不同，本作是完全以獨立性質重新詮釋以M78星雲為原點，描述全新的戰士「超人力霸王馬克斯」在地球活躍的故事，並首次沒有採用平成系列的類型變化變換，該設定是總監督八木毅的決定。八木認為平成的超人力霸王有形態變化的有點過於濫用，因而恢復昭和時期的超人戰士一個形態的設計，反而可以使觀眾耳目一新，因此馬克斯的外型上也明顯採用不少超人七號的基調設計，另外使用必殺技時使用附帶的變身道具也是本作的特色之一。
除了劇情方面恢復到每集獨立的『單元劇』之外。劇中登場的防衛組織「D.A.S.H」大幅度參考了《超人力霸王》科學特搜隊及《超人七號》裡的超級警備隊成員分配和擔當的配置。此外本作的特點是大量出現過去昭和時期的經典怪獸，且在片段後尾會說明該怪獸曾在哪部作品裡首次出現。

### 製作
《超異象之謎 Dark Fantasy》的總導演八木毅擔任本片的製作人，曾參與《平成卡美拉三部曲》導演的金子修介則參與本作的總導演工作，首席編劇則由梶研吾和小林雄二擔當。此外在工作人員中，則包含過去參與平成系列作品的村石宏實、川上英幸、八木毅、太田愛、小中千昭，初次參與系列構成的栃原広昭、佐藤太、村上秀晃、三池崇史，曾執導昭和実相寺昭雄、飯島敏宏、上原正三，共有11位導演和18位編劇，是系列歷史上最多的創作者所參與的劇集。
演員陣容方面，飾演主角東馬快斗及土方茂隊長的青山草太、宍戶開是通過金子修介導演的推薦而引見，長谷部瞳、滿島光、小川信行和肖恩·尼切爾則是透過甄選會上選拔出來的。此外過去歷代系列中登場的著名演員，也在本片中作為客串演出。包括曾與《超人力霸王》飾演科學特搜隊成員的黑部進、櫻井浩子及二瓶正也，也在劇中也擔任常設角色。
另外由於先前的《超人力霸王納克斯》因收視率不佳而濃縮集數，因此本作的規劃工作是在非常緊急的情況，準備期只有半年的時間下開始的，在企劃階段初期的草案，作品原名為《超人傑諾》（ULTRA XENON），是銜接1966年《超人力霸王》離開地球之後的故事。也就是說本作原本並非獨立世界觀，而是延續原超人力霸王的作品，然而因為各項因素，這項繼承超人力霸王故事的企劃最終並沒有實現，在初期計畫中也曾使用《超人力霸王菲尼克斯》（ウルトラマンフェニックス）和《超人力霸王飛翼》（ウルトラマンウイング）等具有鳥類含義的名字，並在最終設計中加入了帶有鳥類圖案的設計。此外，也有將膠囊怪獸和基地轉變為大型母艦的計劃，同時本部也是21世紀平成超人系列中，唯一沒有電影版的劇集。
另外在由金子修介執導的第11話中，曾出現兩個孩子拿著哥吉拉與卡美拉玩具對打的場景，據聞拍攝這一場景曾經過東寶和角川映畫的許可。

## 故事大綱
在21世紀時，世界各地都發生了怪獸出現的情形，就如同大自然對人類的反撲一般，為了因應這樣的危機，人類組織了地球防衛聯合（UDF），而在日本作戰的怪獸防衛隊（DASH）在一次作戰中，身為隊員的「小石川瑞希」因受傷而無法作戰，而身為救災志願者的青年「東馬快斗」自告奮勇去駕駛DASH飛鳥1號前往作戰，身為素人的他很快的就被擊落，就在此時與來自M78星雲的超人力霸王馬克斯合而為一...

## 登場角色

### D.A.S.H
東馬快斗（トウマ・カイト）
飾演者：青山草太
配音：李世揚（台灣）、梁偉德（香港）
本作主角，超人力霸王馬克斯的人間體，23歲→24歲。DASH的新隊員。性格莽撞但認真溫柔，受人喜愛。
過去學生時代旅行時，父母因地震喪生的經歷讓其立志守護他人。故事開始時在災區擔任義工，曾入伍訓練但期末考試不及格落榜。並代替受傷的瑞希，駕駛戰機與古蘭貢、拉哥拉斯戰鬥，危急時與馬克斯共鳴合體成巨人，打敗怪獸後並成為DASH一員。起初曾固執的證明馬克斯是守護地球的夥伴，但最後開始檢視並不能總依賴馬克斯拯救地球。最終話與馬克斯分別，約定要掌握地球未來並履行諾言。最後與瑞希結婚後，於未來與年老的瑞希一同目送孫子前往宇宙探險。
《超人力霸王X》客串登場，但並非本人，而是馬克斯借用快斗形態在地球行動。
小石川瑞希（コイシカワ・ミズキ） 
飾演：長谷部瞳（童年：上野一舞）
配音：詹雅菁（台灣）、黃玉娟（香港）
本作女主角，DASH的隊員，21歲。是隊伍中的頂尖飛行員，但在劇中也經常負責陸戰協助，是為人和善，相當有自信的女子。不懼怕與怪物打交道，同時在醫護工作和料理都有一手的菁英能力，此外似乎也有著喜歡惡作劇的一面。
在第37話中疑似被暗示為「塞頓星人」的後裔，但實際上的真相則未知。似乎從一開始就喜歡快斗，在故事中經常與快斗作為搭檔行動，隨著劇情的發展，她也漸漸觀察到快斗就是馬克斯的身份。在最終話後則嫁給了快斗，並在結局時（2076年）則和年老的快斗一同目送自己的孫子前往宇宙探索的旅程，並期許孫子能與馬克斯相逢。
土方茂（ヒジカタ・シゲル）
飾演：宍戶開
配音：葉振聲（香港）
39歲，DASH的隊長。平時以出色的觀察力和在緊急情況中也能冷靜判斷情況，並向下屬提供準確的指示，有時也經和隊員們前往一線並參與戰鬥行動，主要在司令室負責進行隊伍的指揮工作。儘管平時雖然嚴格，紀律嚴明，但私下其實有沉迷搖滾樂及重金屬之風趣幽默的一面。如此風趣的性格也因而受到下屬的愛戴。過去似乎曾經有過一段痛苦的戀情。
雖然劇中並未有設定，但飾演土方茂的宍戶開表示在演出時，曾認真思考過該角色具有有離婚史，同時並有一位女兒的背景故事，並假設第7話中描繪的吊墜實際包含她女兒的照片。}}
木庭健次郎（コバ・ケンジロウ）
飾演：小川信行
配音：李錦綸（香港）
27歲，DASH隊員。是隊伍中最擅長射擊的隊員，並隨身攜帶自身專用的2丁拳槍作戰，根據艾莉計算出來的數據顯示，其射擊目標成功的機率約高達73%，因此具有著高強的擊落技術，和瑞希一樣擔當著DASH的主力。同時也有著相當豐富的爽朗情感，更擔當著隊伍中的搞笑角色。經常秉持著熱血且永不放棄的精神，在前線行動中勇猛地前進，不過有時也會有睡過頭而遲到的魯莽一面。起初與艾莉相處得並不融洽，但到了劇情後期，兩人之間的相處也逐漸越來越好。
艾莉
飾演：滿島光
配音：張頌欣（香港）
DASH的智能機器人（人造人） 。與寵物機器人「可可」一同操控基地大部分運作及功能，並負責通訊與數據分析。擁有壓倒性計算能力，是DASH的中樞存在。一旦基地遭入侵，她的能力也會受到影響，成為基地中不可或缺的關鍵人物。參加實體戰鬥時會脫下外套切換戰鬥模式，展現類似人類的動作，但因較少參與地面戰鬥，劇中表現有限。活動模式啟動時間較平時長。因不善理解人類情感，講話禮貌且語調平穩。
肖恩·懷特（ショーン・ホワイト）
飾演：肖恩·尼切爾
配音：黃天佑（台灣）、伍博民（香港）
25歲，DASH隊員 。是隊伍中唯一的外籍隊員，從UDF美國支部調派來日本，並是擅長科學發明兼輔助醫學顧問的科學家。主要負責製造武器和各種設備的開發，擁有驚人的技術能力，除了电烙铁等電器外，他還能使用鏤花鋸和錘子修理和維護戰鬥機。同時更是隊伍中的搞笑擔當，由於充滿正義的個性，被隊員們稱為「武士男孩」。並和木庭是互有默契的雙人組，此外在書法的書寫要求相當嚴格。有時還會說一些合乎邏輯的話並打擾到艾莉。經常會說出英語和日語混合的奇怪單詞。

### UDF
富岡賢三（トミオカ・ケンゾウ）
飾演：黑部進
58歲，UDF日本支部的最高長官。過去曾擔任聯合國維持和平部隊副司令和戰略自衛隊參謀長。有著德高望重的品格，經常向DASH傳達最高總部的命令，因此有時也會做出一些無情的決定。曾經是一名才華橫溢的戰鬥機飛行員，在第31話曾展示其出人的駕駛技術。在私下其實是位相當幽默的長官，愛好盆景，在製作時經常有一種先向天上舉起修剪刀的習慣，此外也對超人力霸王的存在有一種特殊的情感。
吉永由香里（ヨシナガ・ユカリ）
飾演：櫻井浩子 （年輕時期：江口弘美）
配音：林丹鳳（香港）
47歲，DASH的怪獸生態學者。是世界級權威的學者。富岡長官的舊識，經常對怪獸的動作作出詳細解釋，並給於DASH隊員們正確的建議。
在成為怪物生態學家之前，有一段插曲暗示她曾和富岡與伊達是同屬於一個防衛隊的前隊員，在第29話中被揭露在過去（1964年）曾以「櫻木弘子」的名義在一部怪獸的奇幻特效劇中擔任演員，並在該集結尾與當初劇中兩位主要角色重聚。
伊達博士（ダテ博士）
飾演：二瓶正也 
UD波塞冬基地的首席科學家。是富岡賢三長官和吉永教授的舊識，向DASH們提供關於DASH飛鳥3號的部件。

## 本作登場的超人力霸王

### 超人力霸王馬克斯
本作登場的超人力霸王戰士，為了探察地球文明而從M78星雲來的光之巨人。
來地球最初目的是監視地球文明是否和宇宙協調的「行星文明觀測員」，和其他宇宙警備隊的直接派遣的戰士不同，他的責任並非單純的是以保護某個星球為目的。必須依照自己的判斷做出是「干涉」還是「不干涉」這樣的選擇。
由於感受到地球防衛連合『ＵＤＦ』對怪獸防衛隊伍東馬快斗隊員所擁有的『相應的個性』產生強烈的個性共鳴而被其感動，而與之一心同體並於怪獸或外星人們戰鬥，但他也只在人類靠自己的力量到達極限時才會出手。
在故事後期時，因得知地底文明德茹斯由於地上人類對環境的破壞而即將滅亡，巴薩庫系統為了保護德茹斯而啟動，打算全滅地上人類。因認為這屬於地球內部兩個不同文明之間的鬥爭而不打算插手此事，但當兩方交涉成功達成和解時，但是巴薩庫系統已經無法停止而遂出手迎戰巴薩庫系統。由於從地底返回地面消耗了大部分能源，加上招式被解析，最終被百萬巴薩庫擊敗，只能在能源耗盡前勉強將快斗分離。
最終DASH利用馬克斯銀河，為馬克斯填充大量的太陽光能源，加上快斗充滿勇氣的決心再度復活，並在最終話打倒百萬巴薩庫後和東馬快斗分離。
向快斗表達了對地球未來的祝福後，在超人力霸王傑諾的迎接下一同回到了M78星雲。
由于对快斗依靠自己的力量抓住未来的结果感到欣慰，所以日后馬克斯前往其它次元的地球时都会选择拟态成快斗进行活动。
- 人間體：東馬快斗
- 年齡：7800歲
- 身高：48米 (可微型化，最大至900米)
- 體重：37000噸
- 飛行速度：9.99馬赫[21]
- 移動速度：7馬赫[22]
- 水下速度：5馬赫[23]
- 潛地速度：3馬赫
- 跳躍力：750米[24]
- 握力：80000噸[25][26]

馬克斯的外觀設計是由角色設計師丸山浩所設計，並由香西伸介是負責建構造型，由於從設計到建模必須要大約一個月的時間內完成，因此設計圖紙很少，沒有雛型可製作。
而馬克斯的外觀也是繼《雷歐》是30年來首次以「红族」型進行基礎設計，這是在製片人八木毅想要和前作區分而特別規劃的。因此在最終暗中可看到眼睛帶棱角呈長六邊形，胸部和雙肩的防護甲板。金銀色調構成華麗的護甲的外觀。
另外，馬克斯是21世紀平成超人系列中，唯一沒有進行型態轉換的的主角角色，不過他可以使用武器來增強自身的力量。

#### 變身器和道具
- 麥斯火花（マックススパーク）

能使快斗變身成麥斯的道具，上頭雕刻著金銀兩色的花紋，變身後佩戴在麥斯的左手上，是一種能量儲備道具。
在麥斯作戰時能聚集能量和施展馬庫修姆加農等光線技能，也能通過能源強化力量。但如在前一場戰鬥中過度耗損能量的話會導致較長一段時間無法使用，快斗也無法變身為麥斯（例如第34話）。
通常的變身動作是從右手取出的火花高舉，發出光芒後將其放在左手手臂，全身會被火花釋放出的光芒包圍。胸口變化出力量計時器，之後形成鎧甲再變化蔓延至全身，最終完成變身。
然而作為目標也比較顯眼，有過數次被搶奪的記錄。
- 馬庫修姆之劍（マクシウムソード）

隱藏在頭部突起的角飾中的武器，和超人七號的頭鏢相同作用，可以使用念力自由操縱，以100%的精確攻擊度而豪誇。
通常從頭部作發射攻擊，用於切斷敵人身體部位來造成損傷，不過也有作為決定性一擊被使用的情況。也有持在手上用於作為匕首，進行斬傷或械鬥。
更有通過念力控制、進行複數克隆並組成陣型切割等各種技能的情況，也可使用於抵擋敵人的光彈攻擊。
- 麥斯銀河（マックスギャラクシー）

由超人力霸王傑諾所賜予、裝備在右手腕部上的萬能武器，可以以此施展銀河光劍和銀河加農。
平時沒有裝著，因此使用時要向天空舉起右手發出虹色的召喚光線，從空中召回裝備。
最初被召喚時，會以如鳳凰般的飛行模式從空中飛來，著裝至馬克斯的右手後，馬克斯銀河會將飛行模式的翼展收起合併為延伸銀河劍的前鍔。
能形成光劍·銀河劍，以及釋放強力的破壞光線·銀河加農，但是因為體力消耗巨大經常被留作為最後手段使用
除了作為武器裝備外，還能作為補充能源用的道具，當能量即將耗盡時能通過佩戴上該武器，使迅速恢復能量繼續作戰。

### 其他作品的登場
《超人力霸王X》:第9話
- 電影

《大怪獸格鬥 超銀河傳說 THE MOVIE》（2009年）
《赛罗·奥特曼 THE MOVIE 超决战！贝利亚银河帝国》（2010年）
《超人力霸王銀河S:決戰！超人10勇士！》（2015年）
《超人X大電影 我們的超人來了》（2016年）
- 網路劇集

《超級銀河格鬥》系列（2020年-至今）

### 超人力霸王傑諾
本作登場的另一位超人力霸王戰士，於第13話正式登場，是從M78星雲來到地球的「行星文明監測員」。
擁有和馬克斯同等的戰鬥力，在馬克斯不敵傑頓時化作紅色光球出現，並授予馬克斯銀河給予在傑頓的戰鬥苦戰的馬克斯，並在最終話時曾接應馬克斯回歸M78星雲。。
- 年齡：7900歲[32]
- 身高：47公尺
- 體重：36000噸[33]
- 飛行速度：9.99馬赫
- 移動速度：8馬赫
- 水下速度：5馬赫
- 潛地速度：3馬赫
- 跳躍力：740公尺
- 握力：90000噸[34]

傑諾的外觀設計是由角色設計師丸山浩所設計，其造型是丸山浩參考自內山守漫畫作品『ザ・ウルトラマン』登場的的原創超人力霸王：『超人力霸王美洛斯（ウルトラマンメロス）』的非武装状態為基底設計。
此外，曾有一種理論認為傑諾是採取自超人力霸王梅比斯的廢案造型，但丸山本人對此予以否認。

### 其他作品的登場
- 電影

《大怪獸格鬥 超銀河傳說 THE MOVIE》（2009年）
《赛罗·奥特曼 THE MOVIE 超决战！贝利亚银河帝国》（2010年）
- 網路劇集

《超級銀河格鬥》系列（2020年-至今）

## 本作登場的防衛組織

### U.D.F
正式名稱為「UNITED DEFENSE FEDERATION」（地球防衛連合）。是聯合國所建立的一個國際組織，用於處理21世紀世界頻發的怪獸災害及入侵。總部位於巴黎，在北歐、非洲、中東、俄羅斯、印度、中國、南美、北美、澳大利亞、南極洲和日本設有11個分支機構。

### D.A.S.H
本作登場的防衛組織，全名「Defense Action Squad Heroes（防禦怪獸組織）」，總部設置在東京灣臨海副都心的UDF日本支部基地。
是地球防衛聯盟（UDF）日本支部是為了應對連續發生的怪獸災害，由各領域精英組成的對付怪獸的專家組織，經過智力和體力的鍛煉最終選出的精銳部隊。
通常在涉及怪物和外星人的事件中，隊員還可以使用超越警察和軍人的調查權和武器設備進行行動。
在第38話中，D.A.S.H所在的日本支部基地因受到巴薩庫系統系統的攻擊而被摧毀，在結局時（50年後）則已重建完成。
- 最初的規劃曾有「S.W.O.R.D.」「A.R.M.S.」「SHIELD」的名稱[44]。

## 主要演員名單
主演・準主演
- 東馬快斗：青山草太[註 10]
- 木庭健次郎：小川信行（日语：小川信行）
- 小石川瑞希：長谷部瞳
- 肖恩·懷特：肖恩·尼切爾（日语：ショーン・ニコルス）
- 艾莉： 滿島光
- 土方茂：宍戶開（日语：宍戸開）
- 吉永由香里：櫻井浩子
- 伊達博士： 二瓶正也（23・31・34・38話）
- 富岡賢三：黑部進

其他
- 翔太：佐藤勇輝（1話）
- 翔太的父親：矢野武（日语：矢野武）（1話）
- 翔太的母親：山本奈津子（日语：山本奈津子）（1話）
- 警官：佐藤孝輔（1話）
- 主播：中西直輝（日语：中西直輝）（CBC）（1話）
- 葉山美宇：天川紗織（日语：天川紗織）（2話）
- 子犬：らんまる（2話）
- 千尋：鎗田千裕（日语：鎗田千裕）（3話）
- 長崎警備員：小倉直紀（4話）
- 作業員：小豆畑雅一（日语：小豆畑雅一）、井上智之（日语：井上智之）（4話）
- 進藤貢：螢雪次朗（日语：螢雪次朗）（5・6話）[註 11]
- 新見健兒：奈良坂篤（日语：奈良坂篤）（5話）
- 克薩姆：菊地謙三郎（日语：菊地謙三郎）（7話）
- 醫師：吉見純麿（8話）
- 修理工：林壮太郎（日语：林壮太郎）（8話）
- 研究員：金山孝之（8話）
- 水上：河原佐武（9話）
- 少女：安島芽里衣（9話）
- 婦人：東千晃（9話）
- 水上吾郎：伊藤竜也（日语：伊藤竜也）（9話）
- 建設業者：大城英司（日语：大城英司）（9話）
- 主播：東由貴（日语：ひがし由貴）（9話）
- 警官：岡島博徳（9話）
- 青年：鈴木祐二（日语：鈴木祐二）、関崎貴則、高橋和喜、松本誠（9話）
- 電視台工作人員：村石宏實（9話）（客串）
- 雅之：栗原玲央（10話）
- 科斯克：渡邊悠（日语：渡辺悠）（10話）
- 美奈代：飯原成美（日语：飯原成美）（10話）
- 裕二：有村雅嗣（10話）
- 正幸的媽媽：麻生奈美（10話）
- 市民：板野一郎、鹿角剛（日语：鹿角剛）（10話）（客串）
- 坂田由里：藤谷文子（日语：藤谷文子）（11話）[註 12]
- 坂田裕一：タケ・ウケタ（日语：タケ・ウケタ）（11話）
- 看護婦：伊東花桜（日语：伊東香緒）、西辻梢（日语：小柳こずえ）（吉澤）（11話）
- 母親：山本裕子（日语：山本裕子）、吉田昌美（日语：吉田昌美）（11話）
- 避難誘導員：小林啓之（日语：小林啓之）（11話）
- BAD SCANERS：ACTION (音樂團體)（日语：アクション (バンド)）（12話）
- 經紀人：中村良平（12話）
- 情侶：乃木太郎（日语：野木太郎）、中村まり（12話）
- 在樹蔭下休息的人：沖本達也（12話）
- 子供：瀬川有太郎（12話）
- 小田夏美：長澤奈央/ 少女時代：澤登ひほり（13・14話）
- 泰坦基地警衛：山賀教弘（日语：山賀教弘）（13話）
- 花屋：五十嵐美鈴（日语：五十嵐美鈴）（13話）
- 床屋：松田真知子（日语：松田真知子）（13話）
- 老人：野村信次（日语：野村信次）（13話）
- 保育員：岩佐麻里（日语：岩佐麻里まり）（13・14話）
- 松本健：鈴木リョウジ（14話）
- 現子：佐佐木麻緒（日语：佐々木麻緒） （15話）
- 醫生：加門良（日语：加門良）（15話）
- 看護師：手塚桃子（日语：手塚桃子）（15話）
- 主婦：大田沙也加（日语：大田沙也加）、菊地裕子（日语：広川キク）、那須佐代子（日语：那須佐代子）、森田亜紀（日语：森田亜紀）（16話）
- TV主播：岡崎宏（日语：岡崎宏）、櫻井ゆかa（日语：坂野友香）（16話）
- 女子：岡山優花（日语：岡山優花）（16話）
- 冰美人妮娜：上良早紀（日语：上良早紀）（17話）
- UDF澳洲支部的飛行員：ベンジャミン・アイッソウ（17話）
- 屋上的孩子：八木布武希（17話）
- 夏瑪星人：佐藤正宏（日语：佐藤正宏）（18話）
- 漁師：野口雅弘（日语：野口雅弘 (俳優)）（18話）
- UDF警備員：三元雅芸（日语：三元雅芸）（18話）
- 母親：尾上博美（日语：尾上博美）（18話）
- 鉄工所職員：佐佐木仁、鈴木信二（日语：鈴木信二）（18話）
- 主婦：内倉清美、村瀬小百合（18話）
- ネオンサイン関係会社的社員：松澤仁晶（日语：松澤仁晶）（18話）
- 花火職人：金と銀（18話）
- 辦公室工作人員：永井博章（18話）
- 尾崎健：森次晃嗣（19話）[註 13]
- 塔拉星人：アレクサンダー大塚（日语：アレクサンダー大塚）（19話）
- 古代村長：村石宏實（19話）
- 山口初子：芳本美代子（日语：芳本美代子）（20話）[註 14]
- 山口武雄：小野寺丈（日语：小野寺丈）（20話）[註 15]
- 山口美里：吉谷彩子（20話）
- 山口孝：杉谷和哉（20話）
- 和尚、流れ星一郎、荒くれライダー：赤星昇一郎（日语：赤星昇一郎）（20話）
- 天気預報主播：三上ユリエ（日语：後藤祐里）（20話）
- 主播：井上浩（20話）
- 宮原香波：大寶智子（日语：大寶智子）（21話）[註 16]
- 宇野一馬：石井英明（日语：石井英明）（21話）
- 記者・高山由美子：川先宏美（日语：川先宏美）（21話）
- 青年：川島大（日语：川島大）、藤田大助（日语：藤田大助 (声優)）（21話）
- 警察：本多隆二（日语：本多隆）（21話）
- 蓮沼征夫：石橋蓮司（22話）
- 女：真田薫（22話）
- 佐伯昭宏：諏訪太朗（日语：諏訪太朗）（22話）
- 波賽頓基地的職員：井川哲也（日语：井川哲也）、石井テルユキ（日语：石井揮之）、大家仁志（日语：大家仁志）（23話）
- 楢崎刑事：六平直政（日语：六平直政） / 少年時代：藤原健太（24話）
- 研究員[註 17]：堀内正美（日语：堀内正美）（24話）
- 篠原刑事：山本昌之（24話）
- 工人：赤間浩一（日语：赤間浩一）（赤間）、岩崎正寛（日语：岩崎正寛）、上杉陽一（日语：上杉陽一）（24話）
- 基古魯米工匠：打出親五（日语：打出親五）（24話）
- 黒服男子：寺田農（24話）
- 駈：谷野欧太（日语：谷野欧太）（25話）
- 奈裏魯星人基弗：河相我聞（日语：河相我聞）（25話）
- 的河調査団長：山崎進哉（日语：山崎進哉）（25話）
- 主播：下村彰宏（日语：下村彰宏）（25話）
- 會社員：石田将士、濱田実里（25話）
- 亞由：野本螢（日语：野本ほたる）（25話）
- 子供：早川拓也（25話）
- 高校生：小野健斗、途中慎吾（日语：途中慎吾）（25話）
- 古理博士：犬塚弘（日语：犬塚弘） / 少年時代：渡辺直樹（26話）
- 拿著灰棍的老人：村上幹夫（日语：村上幹夫）（26話）
- 森林監視員：足立建夫（26話）
- 古理博士的母親：得田舞美（26話）
- 古理博士的妹妹：渡邉ひかる（26話）
- 匹特星人：星野麻耶（日语：星野マヤ）（レオール）、益子梨恵（日语：益子梨恵）（ノヴー）（27話）
- 醫生：江口信（日语：江口信）（27話）
- 糸魚川技官：森永徹（日语：森永徹）（27話）
- 警官：荒木誠（日语：荒木誠）、垂柳敦志（27話）
- ヤシロ：村田尚史（27話）
- 主婦：椿原幹子（27話）
- 奈葉：斉藤麻衣（日语：斉藤麻衣）（28話）
- KBN成員：安藤一夫（日语：安藤一夫）（横内）、伊藤久美子（日语：伊藤久美子）（妙子）、新田亮（中村）（28話）
- 孩子：田口慧、庭野亜美、林泰勇騎（28話）
- 奈葉的父母：北見誠、高井純子（28話）
- 上田耕生：赤星昇一郎（29話）
- 人見信：青柳文太郎（日语：青柳文太郎）（29話）
- 櫻木弘子：江口弘美（29話）
- 横山巡査：正名僕蔵（日语：正名僕蔵）（29話）
- UNBALANCE職員：洞内秀幸（日语：洞内秀）（奈良丸）、若林久弥（日语：若林久弥）（29話）
- UNBALANCE導演：满田穧（29話）
- 內海攝影師：倉持武弘（日语：倉持武弘）（29話）
- 又鬼：村石宏實（29話）
- 澀谷記者：小井土一章（29話）
- 街頭音樂家：阿部将（29話）
- 佐橋健兒：佐原健二）[註 18] / 演員時代：岡田秀樹（日语：岡田秀樹）（29話）
- 西郷保彦：西條康彦（日语：西條康彦）[註 19] / 演員時代：片山雅彦（日语：片山雅彦）（29話）
- 医師：正岡邦夫（日语：正岡邦夫）（30話）
- 魚屋：冨田昌則（日语：冨田昌則）（31話）
- 八百屋：石倉良信（日语：石倉良笙）（31話）
- 市民：秋元佐和子、菅真紀（31話）
- 研究員：新田将司、牧田雄一（日语：牧田雄一）（31話）
- 凱爾斯：小田井涼平（日语：小田井涼平）（32話）
- 宇宙工作員科達姆：キャスタッフ（日语：キャスタッフ）（32話）
- 一之瀬勉：池田晃信（日语：池田晃信）（33・34話）
- 小巴爾坦：半田杏（日语：半田杏）（33・34話）
- 警察：真夏龍[註 20]（33・34話）
- 警備員：毒蝮三太夫[註 21]（33話/特別出演）
- 黑暗巴爾坦：尾崎右宗（日语：尾崎右宗）（33・34話）
- 少年少女：伊東理衣子、倉嶋ひろか、久保田潤、藤本武男（34話）
- 生田宇宙：小林翼（日语：小林翼）（35話）
- 生田希望：清水萌々子（日语：清水萌々子）（35話）
- 記者：小松みゆき（日语：小松みゆき）（35話）
- 生田姐弟的母親：小野日路美（日语：小野日路美）（35話）
- 四谷博士：渡来敏之（日语：渡来敏之）（36話）
- 避難的男人：德山秀典（36話）
- 成宮和也：萩原流行（日语：萩原流行）（37話）
- 小石川瑞希（少女時期）：上野一舞（37話）
- 泰坦基地一般職員：中村果生莉（38話）
- 德洛絲：雪萊·史維利（日语：シェリー・スゥエニー）（39話）
- 2076年的UDF隊員：阿部靖史、大塚克己、グレゴリー・ペッカー、広井憲太郎（39話）
- 銀河系観測隊員：松田志織（39話）

聲演
- 旁白：佐野史郎
- 超人力霸王馬克斯：中井和哉
- DVD特典映像旁白：高戶靖廣
- 斯蘭星人：川津泰彦（4話）
- 電視節目旁白：半田雅和（日语：半田雅和）（9話）
- 音樂節目旁白：御崎朱美（日语：御崎朱美）（12話）
- 傑頓星人：堀之紀（13、14話）
- 超人力霸王傑諾：龍谷修武（13・39話）
- 莫埃塔蘭加：遠藤守哉（日语：遠藤守哉）（31話）
- 超人力霸王馬克斯（分身）、ダークバルタン（分身）：寺本勲（日语：寺本勲）[45]（34話）
- 機械人形：平野正人（日语：平野正人）（38話）
- 衛星狂暴：山田真一 (声優)（日语：山田真一）（38・39話）
- 避難廣播：山田真一（38話）
- 提洛：山本百合子（39話）

## 播放列表
以下時間以當地時間（日本時間）為準：
| 日本首播   | 集數 | 標題漢譯                                                                       | 登場怪獸・宇宙人                                                | 編劇            | 導演       | 特攝導演   |        |
| ---------- | ---- | ------------------------------------------------------------------------------ | --------------------------------------------------------------- | --------------- | ---------- | ---------- | ------ |
| 2005/07/02 | 1    | ウルトラマンマックス誕生！超人力霸王馬克斯誕生！                               | 溶岩怪獸葛蘭剛 冷凍怪獸拉葛拉斯                                 | 梶研吾 小林雄次 | 金子修介   | 鈴木健二   |        |
| 2005/07/09 | 2    | 怪獣を飼う女飼養著怪獸的女人                                                   | 放電龍艾雷金剛                                                  | 梶研吾 小林雄次 | 金子修介   | 鈴木健二   |        |
| 2005/07/16 | 3    | 勇士の証明勇士的證明                                                           | 古代怪鳥雷奇拉                                                  | 川上英幸        | 村石宏實   | 村石宏實   |        |
| 2005/07/23 | 4    | 無限の侵略者無限的侵略者                                                       | 高速宇宙人史蘭星人                                              | 梶研吾 林壯太郎 | 村石宏實   | 村石宏實   |        |
| 2005/07/30 | 5    | 出現、怪獣島！出現、怪獸島！                                                   | 兩棲怪獸薩拉瑪頓 裝甲怪獸紅王 電腦珍獸匹咕蒙 飛膜怪獸巴拉格拉   | たけうちきよと  | 栃原廣昭   | 鈴木健二   |        |
| 2005/08/06 | 6    | 爆撃、5秒前！爆炸、5秒前！                                                     | 裝甲怪獸紅王 電腦珍獸匹咕蒙 飛膜怪獸巴拉格拉                    | たけうちきよと  | 栃原廣昭   | 鈴木健二   |        |
| 2005/08/13 | 7    | 星の破壊者星球的破壞者                                                         | 宇宙工作員凱薩姆                                                | 梶研吾 大倉崇裕 | 梶研吾     | 菊地雄一   |        |
| 2005/08/20 | 8    | DASH壊滅！？DASH破滅！？                                                       | 甲蟲型宇宙怪獸巴古達拉斯                                        | 林壯太郎        | 梶研吾     | 菊地雄一   |        |
| 2005/08/27 | 9    | 龍の恋人龍的戀人                                                               | 傳說怪龍奈津之目龍                                              | 小林雄次        | 佐藤太     | 村石宏實   |        |
| 2005/09/03 | 10   | 少年DASH                                                                       | 空間轉移怪獸梅塔希薩斯                                          | 黑田洋介        | 佐藤太     | 村石宏實   |        |
| 2005/09/10 | 11   | バラージの預言巴拉寺的預言                                                     | 磁力怪獸安特拉                                                  | 尾崎將也        | 金子修介   | 金子修介   |        |
| 2005/09/17 | 12   | 超音速の追撃超音速的追撃                                                       | 超音速怪獸赫連                                                  | 金子二郎        | 金子修介   | 金子修介   |        |
| 2005/09/24 | 13   | ゼットンの娘絕頓的女兒                                                         | 宇宙恐龍絕頓 變身怪人絕頓星人                                   | 上原正三        | 八木毅     | 鈴木健二   |        |
| 2005/10/01 | 14   | 恋するキングジョー戀愛的King Joe                                               | 侵略機器人 King Joe 變身怪人絕頓星人                            | 上原正三        | 八木毅     | 鈴木健二   |        |
| 2005/10/08 | 15   | 第三番惑星の奇跡第三顆行星的奇蹟                                               | 完全生命體伊弗                                                  | 中村雅          | 三池崇史   | 三池崇史   |        |
| 2005/10/15 | 16   | わたしはだあれ？我是誰呀？                                                     | 宇宙化猫小喬・小凱・球球                                        | 中村雅          | 三池崇史   | 三池崇史   |        |
| 2005/10/22 | 17   | 氷の美女冰之美女                                                               | 冰之美女妮娜 宇宙古代怪獸艾拉卡                                 | 金子二郎        | 村上秀晃   | 菊地雄一   |        |
| 2005/10/29 | 18   | アカルイセカイ明亮的世界                                                       | 幻影宇宙人夏瑪星人                                              | 福田卓郎        | 村上秀晃   | 菊地雄一   |        |
| 2005/11/05 | 19   | 扉より来たる者來自門那端的訪客                                                 | 空間移動宇宙人塔拉星人 戰神基爾法斯                             | 林壯太郎        | 村石宏實   | 村石宏實   |        |
| 2005/11/12 | 20   | 怪獣漂流怪獸漂流                                                               | 亞空間怪獸庫勞多斯                                              | 太田愛          | 村石宏實   | 村石宏實   |        |
| 2005/11/19 | 21   | 地底からの挑戦來自地底的挑戰                                                   | 古代怪獸哥摩拉                                                  | 高木登          | 栃原廣昭   | 鈴木健二   |        |
| 2005/11/26 | 22   | 胡蝶の夢蝴蝶之夢                                                               | 夢幻神獸魔比烏斯                                                | 小林雄          | 實相寺昭雄 | 菊地雄一   |        |
| 2005/12/03 | 23   | 甦れ青春覺醒吧！青春                                                           | 飛魚怪獸佛萊格拉                                                | 小林雄          | 栃原廣昭   | 鈴木健二   |        |
| 2005/12/10 | 24   | 狙われない街沒被當做目標的城市                                                 | 對話宇宙人美特隆星人                                            | 小林雄          | 實相寺昭雄 | 菊地雄一   |        |
| 2005/12/17 | 25   | 遥かなる友人來自遠方的友人                                                     | 友好異星人内利爾星人吉布 巨大異星人哥德雷伊星人                 | 太田愛          | 八木毅     | 鈴木健二   |        |
| 2005/12/24 | 26   | クリスマスのエリー耶誕節的艾莉                                                 | 神話幻獸優尼琴                                                  | 太田愛          | 八木毅     | 鈴木健二   |        |
| 2005/12/31 | 27   | 奪われたマックススパーク被奪走的MAX SPARK                                      | 放電竜エレキング 放電竜エレキング（幼体） 変身怪人ピット星人    | 小中千昭        | 八木毅     | 八木毅     |        |
| 2006/01/07 | 28   | 邪悪襲来邪惡來襲                                                               | 凶獸魯卡諾卡 莉莉卡                                             | 林壯太郎        | 村石宏實   | 村石宏實   |        |
| 2006/01/14 | 29   | 怪獣は何故現れるのか怪獸為何會出現呢？                                         | 牛鬼怪獸凱隆卡                                                  | 小中千昭        | 村石宏實   | 村石宏實   |        |
| 2006/01/21 | 30   | 勇気を胸に胸懷勇氣                                                             | 進化怪獸耶佛拉葛拉斯                                            | 小中千昭        | 高野敏幸   |            |        |
| 2006/01/28 | 31   | 燃えつきろ！地球！燃燒吧！地球！                                               | 挑撥星人莫艾塔蘭卡                                              | 梶研吾          | 高野敏幸   | 中島かずき |        |
| 2006/02/04 | 32   | エリー破壊指令艾莉的破壊指令                                                   | 宇宙工作員凱爾斯 凱爾斯的部下的宇宙工作員                       | 梶研吾          | 大倉崇裕   | 中島かずき |        |
| 2006/02/11 | 33   | ようこそ！地球へ 前編-バルタン星の科学歡迎來到地球 前篇-巴爾坦星的科學         | 超科學星人黑暗巴爾坦 超科學星人塔伊尼巴爾坦（童年）             | 千束北男        | 飯島敏宏   | 菊地雄一   |        |
| 2006/02/18 | 34   | ようこそ! 地球へ 後編-さらば！バルタン星人歡迎來到地球 後篇-再會了！巴爾坦星人 | 超科學星人黑暗巴爾坦 超科學星人塔伊尼巴爾坦（童年）             | 千束北男        | 飯島敏宏   | 菊地雄一   |        |
| 2006/02/25 | 35   | M32星雲のアダムとイブM32星雲的亞當與夏娃                                       | 星雲小獸亞當與夏娃 星雲守護獸霍普霍普                           | 藤川桂介        | 金子修介   | 鈴木健二   |        |
| 2006/03/04 | 36   | イジゲンセカイ異次元世界                                                       | 幻影宇宙人夏瑪星人 裝甲怪獸紅王 電腦珍獸匹咕蒙                  | 福田卓郎        | 金子修介   | 鈴木健二   |        |
| 2006/03/11 | 37   | 星座泥棒星座小偷                                                               | 星獸凱普魯斯                                                    | 八木毅          | 小林雄次   | 鈴木健二   |        |
| 2006/03/18 | 38   | 地上壊滅の序曲地上破滅的序曲                                                   | 機械人形內德馬頓 機械獸童軍狂戰士 機械獸衛星狂戰士              | 小中千昭        | 八木毅     | 八木毅     | 八木毅 |
| 2006/03/25 | 39   | つかみとれ！未来緊緊抓住未來                                                   | 地底文明列羅斯 機械獸超狂戰士 機械人形內德馬頓 機械獸衛星狂戰士 | 小中千昭        | 八木毅     | 八木毅     | 八木毅 |
| 2006/04/01 | 40   | スペシャルフィナーレ 〜ウルトラの未来へ〜特別的結尾～朝向超人的未來～          | 全39集怪獸・宇宙人                                              | 小中千昭        | 八木毅     | 八木毅     | 八木毅 |

## 音樂

### 片頭曲
『ウルトラマンマックス』
- 作詞：及川眠子 / 作曲・編曲：高梨康治 / 歌：TEAM DASH with Project DMM

『超人的秘密』（香港無線電視版本）
- 演唱：蕭正楠

### 挿入歌
『NO LIMITED』
- 作詞・作曲・編曲：大門一也 / 歌：Project DMM

『ウルトラの奇跡』（未使用）
- 作詞・作曲・編曲：大門一也 / 歌：Project DMM

『NOT SO BAD』（第12話）
- 作詞・作曲：高橋ヨシロウ / 編曲：ACTION / 歌：BAD SCANNERS（ACTION）

『離別曲』（第15話）
- 編曲：蓜島邦明

『ちょうちょう』
- 編曲・ピアノ：冬木透 / ソプラノ：大島ゆかり

『紅蜻蜓 (童謠)』
- 編曲・ピアノ：冬木透 / ソプラノ：大島ゆかり

## 製作團隊

### 製作人員
- 監修・製作：円谷一夫（日语：円谷一夫）
- 製作統括：大岡新一（日语：大岡新一）
- 企画：加藤直次（CBC）、江藤直行（円谷プロダクション）、中村理一郎（電通）
- 製作人：岡﨑剛之（CBC）、八木毅（日语：八木毅）・渋谷浩康（日语：渋谷浩康）（第13話 - ）（円谷プロダクション）、山西太平（電通）
- 監督：金子修介、鈴木健二（日语：鈴木健二）、村石宏實、栃原広昭、梶研吾（日语：梶研吾）、菊池雄一、佐藤太、三池崇史、村上秀晃、實相寺昭雄、八木毅、高野敏幸、飯島敏宏、（オンエア順）
- 脚本：梶研吾、小林雄次（日语：小林雄次）、川上英幸（日语：川上英幸）、林壮太郎（日语：林壮太郎）、竹內清人（日语：たけうちきよと）、大倉崇裕、黒田洋介、尾崎将也（日语：尾崎将也）、金子二郎、上原正三（日语：上原正三）、NAKA雅MURA、福田卓郎、太田愛（日语：太田愛）、高木登、小中千昭、中島一基、千束北男、藤川桂介（日语：藤川桂介）（オンエア順）
- 制作：小山信行
- 音楽製作：玉川静
- 音楽：蓜島邦明（日语：蓜島邦明）
- 音楽協力・鋼琴：冬木透（第22・24話）
- 女高音：大西ゆか（第22・24話）
- 本編スタッフ
- 撮影：岡雅一、中堀正夫、高橋義仁
- 照明：佐藤才輔
- 美術：内田哲也
- 録音：楠本龍巳
- 操演：村石義徳
- 助監督：髙下守、小原直樹
- 特技スタッフ
- 撮影：新井毅
- 照明：高野和男
- 美術：佐々木朋哉
- 操演：根岸泉、大久保健
- 殺陣：岡野弘之
- 助監督：伊藤良一、髙下守
- キャラクターデザイン：丸山浩（日语：丸山浩_(デザイナー)）、酉澤安施、板野一郎、さとうけいいち
- メカニカル&アイテムデザイン：プレックス
- アイテム製作：ヒルマモデルクラフト
- CGIモーションディレクター：板野一郎
- GIスーパーバイザー：鹿角剛
- 操演:亀甲船
- 光学アニメーション：日本エフェクトセンター
- 音響：スワラプロダクション
- 音響効果：今野康之、古谷友二
- 選曲：水野さやか、鈴木潤一朗
- 整音：松本能紀
- 造型：開米プロダクション
- スタジオ：東宝ビルト
- 機材協力：銀座サクラヤ
- 車輌協力：フィアットオートジャパン、ドゥカティジャパン、ガレーヂ伊太利屋
- カースタント：タカハシレーシング
- 劇用車製作:ダブリューツー
- 番組宣伝：重松和世
- 制作協力：萬代南夢宮控股、電通

#### 動作演員
- 超人力霸王馬克斯：岩田栄慶、寺井大介、山本諭
- 超人力霸王傑諾：凱菲·阿布利克
- 怪獣・宇宙人：末永博志、横尾和則、中村博亮、相馬絢也、西村郎、永田朋裕、丸山貢治、高津房代、外島孝一、下川真矢、福智幸太

## 海外播放

### 台灣
台灣卡通頻道曾於2009年6月22日至同年8月13日期間每週一至五下午5時30分首播國語配音版。

### 香港
香港無線翡翠台曾於2008年播出粵語配音版。

## 外部連結
- CBC官方网站 （页面存档备份，存于）
- 圓谷官方网站 （页面存档备份，存于）
- 超人力霸王馬克斯怪獸列表